# Per motivi sentimentali
Per motivi sentimentali (For Scent-imental Reasons) è un film del 1949 diretto da Chuck Jones. È un cortometraggio d'animazione della serie Looney Tunes, uscito negli Stati Uniti il 12 novembre 1949. Il film ha per protagonista Pepé Le Pew e segna la prima apparizione di Penelope Pussycat, la quale farà da interesse amoroso di Pepé nella quasi totalità dei successivi corti col personaggio. Il film vinse l'Oscar al miglior cortometraggio d'animazione ai premi Oscar 1950; fu il primo cartone di Jones e il secondo della Warner a ricevere il premio. Nel 1979 una versione accorciata del corto fu inserita nel film di montaggio Super Bunny in orbita! Il titolo originale è un gioco di parole tra "scent" (profumo) e il titolo della canzone "(I Love You) For Sentimental Reasons".

## Trama
Il proprietario di una profumeria di Parigi è inorridito nel trovare Pepé che prova i prodotti nel suo negozio. Chiama quindi un gendarme, che però non è di alcun aiuto in quanto anch'egli ripugnato dall'odore. Il profumiere nota Penelope che si strofina sulle sue gambe e la lancia nel negozio perché cacci via Pepé. Penelope scivola nel negozio, colpendo un tavolo e facendosi cadere addosso una bottiglia di colorante bianco per capelli lungo coda, schiena e testa. Pepé la vede e la scambia subito per un'altra puzzola, ma Penelope sente il suo odore e cerca immediatamente di scappare. Pepè la raggiunge e la abbraccia, e dopo essersi liberata a fatica, Penelope cerca invano di lavare via la striscia bianca senza successo. Per sfuggire a Pepé si rifugia in una vetrina chiudendola a chiave, con grande dispiacere della puzzola. Quando Penelope dice a Pepé di non voler uscire a causa del suo odore, la puzzola si rattrista, estrae una pistola, esce dalla sua visuale e spara, presumibilmente uccidendosi. Nel panico, Penelope si precipita fuori arrivando direttamente tra le braccia di Pepé, che dice di aver sparato a salve. L'inseguimento continua fino a quando Penelope si getta da una finestra, venendo seguita da Pepé anche in questo gesto. Penelope cade in una botte d'acqua sotto un tubo pluviale, mentre Pepé atterra in un secchio di vernice blu. L'acqua lava la striscia bianca da Penelope e la lascia fradicia, irsuta e raffreddata, mentre Pepé esce dal secchio completamente blu e non la riconosce. Mentre Pepé torna nel negozio di profumi per cercare la sua amata, Penelope vede la sua forma blu e se ne innamora. Pepé sente la porta chiudersi e la serratura scattargli dietro, e si gira vedendo la gatta inzuppata che gli si avvicina. Preso dal panico e resosi conto di essere ora vittima dell'amore, Pepé è costretto a fuggire affermando che "è possibile essere troppo attraenti".

## Distribuzione

### Edizione italiana
Il corto arrivò in Italia direttamente in televisione negli anni settanta. Il doppiaggio, eseguito dalla C.V.D., presenta dei dialoghi molto differenti dagli originali. Il corto fu poi ridoppiato sempre per la televisione nel 2003 dalla Time Out Cin.ca sotto la direzione di Massimo Giuliani. I dialoghi, ad opera di Susanna e Leonardo Piferi, sono solo leggermente più corretti di quelli del primo doppiaggio: ad esempio, il profumiere afferma di aver trovato un orso nel negozio. Il ridoppiaggio è stato però utilizzato solo nel DVD Warner Bros. Home Entertainment: Collezione Oscar d'animazione, mentre in All Stars: Volume 1 viene usato il primo doppiaggio. Non essendo stata registrata una colonna internazionale, in entrambe le edizioni fu sostituita la musica presente durante i dialoghi.

### Edizioni home video

#### VHS
America del Nord
- A Salute to Chuck Jones (1985)
- Pepe Le Pew's Skunk Tales (1986)
- Looney Tunes: The Collector's Edition Vol. 2 (1999)

Italia
- Pepé Le Pew - Un amore di puzzola (1996)

#### DVD e Blu-ray Disc
Il corto fu pubblicato in DVD-Video in America del Nord nel terzo disco della raccolta Looney Tunes Golden Collection: Volume 1 (intitolato Looney Tunes All-Stars: Part 1) distribuita il 28 ottobre 2003, dove è visibile anche con un commento audio di Michael Barrier; il DVD fu pubblicato in Italia il 2 dicembre 2003 nella collana Looney Tunes Collection, col titolo All Stars: Volume 1. Fu inserito anche nel primo disco della raccolta DVD Looney Tunes Spotlight Collection Volume 1, uscita in America del Nord sempre il 28 ottobre 2003, ristampato l'11 febbraio 2014 col titolo Looney Tunes Center Stage: Volume 1. Quindi fu inserito (nuovamente col commento audio) nel primo disco della raccolta DVD Warner Bros. Home Entertainment: Collezione Oscar d'animazione, uscita in America del Nord il 12 febbraio 2008 e in Italia il 18 febbraio 2009. Fu poi incluso (sempre col commento audio) nel primo disco della raccolta Looney Tunes Platinum Collection: Volume One, uscita in America del Nord in Blu-ray Disc il 15 novembre 2011 e in DVD il 3 luglio 2012. Il BD fu ristampato il 10 gennaio 2012 col titolo Looney Tunes Showcase. Infine fu incluso nel DVD Pepé Le Pew della collana Looney Tunes Super Stars, uscito in America del Nord il 27 dicembre 2011.